# Hannes Wagner (sciatore)
Hannes Wagner (24 maggio 1986) è un allenatore di sci alpino ed ex sciatore alpino tedesco.

## Biografia

### Carriera sciistica
Originario di Bad Hindelang e attivo in gare FIS dal dicembre del 2001, Wagner esordì in Coppa Europa a Todtnau in slalom speciale il 10 gennaio 2004, senza riuscire a concludere la prima manche, e in Coppa del Mondo il 20 dicembre 2008 sulla Saslong in Val Gardena, piazzandosi 37º in discesa libera.
Nel 2010 ottenne in supercombinata sia il suo miglior piazzamento di carriera in Coppa del Mondo, il 32º posto a Wengen il 15 gennaio, sia il suo unico podio in Coppa Europa, il 3 marzo a Sarentino; grazie anche a questo risultato concluse 5º nella classifica finale di specialità del trofeo continentale. La sua ultima gara in Coppa del Mondo fu il supergigante disputato a Beaver Creek il 4 dicembre 2010 (47º) e si congedò dal Circo bianco in occasione del supergigante dei Campionati tedeschi 2011, il 25 marzo seguente a Garmisch-Partenkirchen; in carriera non prese parte né a rassegne olimpiche né iridate.

### Carriera da allenatore
Dopo il ritiro è divenuto allenatore nei quadri della nazionale tedesca.

## Palmarès

### Coppa Europa
- Miglior piazzamento in classifica generale: 52º nel 2010
- 1 podio
  - 1 secondo posto

### Campionati tedeschi
- 9 medaglie[1]:
  - 7 ori (discesa libera nel 2007; discesa libera, supergigante, supercombinata nel 2008; supergigante nel 2009; discesa libera nel 2010; supercombinata nel 2011)
  - 2 bronzi (supercombinata nel 2007; discesa libera nel 2009)